# Heteronymphon caecigenum
Heteronymphon caecigenum är en havsspindelart som beskrevs av Child, C.A. 1997. Heteronymphon caecigenum ingår i släktet Heteronymphon och familjen Nymphonidae. Inga underarter finns listade i Catalogue of Life.